# Monoatómico
En física y química, monoatómico proviene etimológicamente de la combinación de las palabras griegas mono, «uno» y atomic, «sin partes» o «irrompible», y significa «un solo átomo». Es aplicado normalmente a gases. Un gas monoatómico es aquel cuyos átomos no están unidos entre sí.
Bajo condiciones normales de presión y temperatura (CNPT), todos los gases nobles son monoatómicos, además de los vapores metálicos. Para encontrar un gas monoatómico el elemento ha de tener normalmente valencia cero, como para el caso de los gases nobles, o ser un gas diatómico bajo condiciones extremadamente bajas de presión, como es el caso del oxígeno en la parte más alta de la atmósfera de la Tierra.

## Características
Los gases monoatómicos no-ionizados tienden a tener capacidades caloríficas a volumen constante cercanas a 3/2R (siendo R la constante de los gases ideales) siendo exacto en el modelo de gas ideal (análogamente la capacidad a presión constante es 5/2R). Esto es especialmente cierto cuanto más rarificado esté el gas o a más alta temperatura se encuentren. Este resultado es una consecuencia del teorema de equipartición de la energía, siendo los grados de libertad traslacionales los únicos generalmente accesibles y el espacio tridimensional, dicho teorema predice que la capacidad calorífica debería ser 3/2R. Numéricamente las predicciones de la estadística mecánica clásica predicen para un gas monoatómico ideal los siguientes valores:
- Capacidad calorífica molar bajo presión constante (Cp) es 5/2 R = 20.8 J K-1 mol-1 (4.97 cal K-1 mol-1)
- Capacidad calorífica molar bajo volumen constante (Cv) es 3/2 R = 12.5 J K-1 mol-1 (2.98 cal K-1 mol-1)

donde R es la constante universal de los gases ideales.
Como resultado de lo anterior un gas ideal monoatómico clásico tiene un coeficiente de dilatación adiabática igual a 5/3.